# تارت بیکول
تارت بیکویل (انگلیسی: Bakewell tart) یک شیرینی انگلیسی است متشکل از یک خمیر بریزه، لایه‌های مربا، فرنژیپان و رویه‌ای از بادام پوسته‌دار. این نوعی پودینگ باکول است که از نزدیک با شهر باکول در دربی شایر مرتبط است.